# تغرماتين (فركلة السفلى)
تغرماتين هي إحدى مشيخات المملكة المغربية، تتبع جغرافيا لإقليم الرشيدية وإداريًا لفركلة السفلى. يقدر عدد سكانها بـ 2726 نسمة حسب الإحصاء الرسمي للسكان والسكنى لسنة 2004.